# 30-я дивизия надводных кораблей
30-я дивизия надводных кораблей (до 7 апреля 1969 года — 5-я дивизия противолодочных кораблей, до 1995 года — 30-я дивизия противолодочных кораблей, сокращённо 30 ДиПК) — соединение (дивизия) Краснознамённого Черноморского флота (КЧФ) ВМФ России.
Полное условное наименование— войсковая часть № 10790; сокращённое — в/ч 10790.

## Служба

### ВМФ СССР
30-я дивизия надводных кораблей была сформирована 31 марта 1969 года как 5-я дивизия противолодочных кораблей в составе Черноморского флота Военно-Морского Флота (ВМФ) ВС Союза ССР (первый командир — С. С. Соколан. В составе сформированной дивизии находились:
1. Управление (штаб, политический отдел, службы и т. д.) 30 дипк, войсковая часть № 10790;
2. Крейсер «Михаил Кутузов» (флагманский корабль);
3. 150-я бригада ракетных кораблей в составе управления и штаба (командир — капитан 1 ранга Л. Я. Васюков);
4. 21-я бригада противолодочных кораблей в составе управления и штаба (командир — капитан 1 ранга В. Х. Саакян).

7 апреля 1969 года дивизия была переименована в 30-ю дивизию противолодочных кораблей. В мае 1969 года была произведена реорганизация формирования в пять корабельных ударных групп (КУГ). Организационно КУГ входили в состав двух бригад.
С пополнением дивизии новыми кораблями, 1 июня 1970 года была организована новая бригада в составе дивизии — 11-я бригада противолодочных кораблей (первый командир бригады — капитан 1 ранга Ф. Т. Старожилов). В её состав вошли управление и штаб бригады и шесть кораблей: лёгкие крейсера «Михаил Кутузов» и «Дзержинский», большие противолодочные корабли «Красный Крым» и «Сметливый», ракетный корабль «Бедовый» и эсминец «Пламенный». Менее чем через 7 месяцев, 30 декабря 1970 года, в составе 30-й диПК была сформирована 70-я бригада противолодочных кораблей (первый командир бригады — капитан 1 ранга Н. Я. Ясаков) в составе управления (штаба) и семи кораблей (ракетного крейсера «Адмирал Головко», учебного крейсера «Слава», ракетного корабля «Неуловимый», эсминцев «Бравый», «Озарённый», «Отзывчивый» и находившегося в постройке большого противолодочного корабля «Николаев»).
В марте-апреле 1970 года 15 кораблей 30-й дивизии участвовали под командованием С. С. Соколана в манёврах Военно-Морского Флота СССР «Океан-70».
К концу 1970 года реорганизация дивизии в четырёхбригадный состав была завершена. В составе дивизии на тот момент насчитывалось 28 кораблей. Корабли 30 дипк вели напряжённую боевую подготовку, побригадно выполняли в Средиземном море задачи боевой службы в составе 5-й оперативной эскадры ВМФ СССР.
По графику боевой службы одна бригада несла боевую службу, другая была готова выйти в Средиземное море для наращивания сил при обострении обстановки, третья готовилась к боевой службе, выполняя задачи боевой подготовки, четвёртая стояла в ремонте. Составлялся план подготовки бригад к боевой службе, где были расписаны по срокам все составляющие: отработка задач боевой подготовки, укомплектование личным составом, пополнение запасов; намечались сроки проверок перед выходом штабами и политорганами бригады, дивизии и флота и недельный отпуск экипажу. За две недели до выхода составлялся списочный состав экипажа, который утверждался начальником штаба флота. Никто не имел права вносить изменения без его личного разрешения. Внесение в списки являлось открытием визы для загранплавания.
В 1971 году ряд кораблей дивизии участвовали в учениях «Юг-71».
Также постоянным было присутствие кораблей дивизии в Атлантике и Индийском океане. С середины 1970-х годов в состав дивизии начали поступать новейшие сторожевые корабли проектов 1135 и 1135М.

### ВМФ РФ

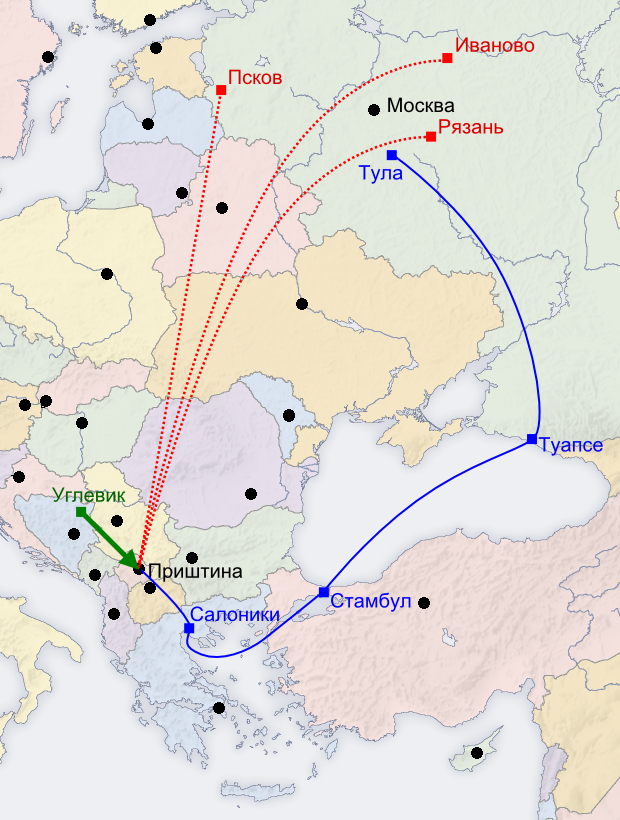
Переброска российского контингента KFOR:
Марш-бросок на Приштину 12 июня 1999 года
Воздушный маршрут. Переброска десантников из Пскова, Рязани и Иванова
Морской маршрут. Переброска десантников и техники из Туапсе в Салоники отрядом из пяти БДК 30-й дивизии надводных кораблей, командир контр-адмирал Васюков В. Л. Разгрузка 14.07.1999

При разделе Черноморского флота в 1992—1993 годах 39-я дивизия морских десантных сил была расформирована. Десантные корабли дивизии доставшиеся России перешли из Донузлава, который стал Южной военно-морской базой Украины, в Севастополь и вошли в состав 30-й дивизии надводных кораблей Черноморского флота РФ.
С 1992 года корабли дивизии обеспечивали внутрифлотские перевозки и выполняли миротворческую миссию в зоне грузино-абхазского конфликта и в районе Поти, осуществляли эвакуацию беженцев из Абхазии, вывоз имущества и эвакуацию гражданского населения из Поти, а в 1993 году — из Сухуми. 
В 1994 году в состав дивизии была включена 197-я бригада десантных кораблей.
В июле 1999 года в шестидневном переходе отряд из пяти БДК (БДК "Азов",  БДК "Цезарь Куников", БДК "Саратов", БДК-Орск и БДК "Ямал") из состава 197-я БрДК 30-й ДиНК под командованием контр-адмирала В. Л. Васюкова осуществили переброску по морю из порта Туапсе через Босфор контингента тульских десантников. Отряд сопровождал спасательный буксир "Шахтер". Они доставили 14 июля 1999 года в порт Салоники, Греция, 471 военнослужащего ВДВ, 124 единицы авто и бронетехники и почти 100 тонн военных грузов. Их встретили командующий российским контингентом в Косово генерал-майор В. Е. Евтухович и посол России в Греции М. Н. Бочарников. Греческая сторона предоставила оцепление и сопровождение колонны до границы с Македонией.
Впоследствии моряки, участники этой операции, получили памятный знак "Туапсе-Салоники" с подвесками с названиями кораблей. Подвески «ВДВ», «БДК 138», «БДК 150», «БДК 156», «БДК 158» и «БДК «Азов». 
Со списанием старых кораблей и отсутствием ввода новых содержание управления дивизии стало избыточным. 30-я дивизия надводных кораблей была расформирована в декабре 2011 года с сохранением двух её бригад.
По состоянию на 1 декабря 2014 года 30-я дивизия надводных кораблей сформирована заново. Сейчас в это соединение входят самые крупные корабли флота. Дивизия со временем будет пополняться новыми фрегатами. Первым из них стал фрегат «Адмирал Григорович», которым командует капитан 2 ранга Сергей Арешкин, в недавнем прошлом — старший помощник командира сторожевого корабля «Ладный».
20 декабря 2014 года начальник штаба Черноморского флота вице-адмирал А. М. Носатов вручил Боевое знамя вновь сформированной дивизии надводных кораблей

## Современный статус
| Наименование         | Класс              | Тип                                          | Год поступления | Такт. №         | Состояние     |
| -------------------- | ------------------ | -------------------------------------------- | --------------- | --------------- | ------------- |
| «Москва»             | ракетный крейсер   | Проект 1164                                  | 1982            | 121 (ранее 126) | Потоплен      |
| «Сметливый»          | сторожевой корабль | Проект 61М (модернизирован по проекту 01090) | 1969            | 870             | Корабль-музей |
| «Ладный»             | сторожевой корабль | Проект 1135                                  | 1980            | 861             | В строю       |
| «Пытливый»           | сторожевой корабль | Проект 1135М                                 | 1981            | 868             | В строю       |
| «Адмирал Григорович» | сторожевой корабль | Проект 11356                                 | 2016            | 745             | В строю       |
| «Адмирал Эссен»      | сторожевой корабль | Проект 11356                                 | 2016            | 751             | В строю       |
| «Адмирал Макаров»    | сторожевой корабль | Проект 11356                                 | 2017            | 799             | В строю       |
| «Меркурий»           | корвет             | Проект 20380                                 | 2023            | 734             | В строю       |

## Командиры

### СССР
- контр-адмирал С. С. Соколан (24 апреля 1969 — ноября 1971 года)[11]
- контр-адмирал Л. Я. Васюков (1971—1975)
- контр-адмирал Ю. А. Стадниченко (1975—1980)
- контр-адмирал И. В. Касатонов (1980—1982)
- капитан 1-го ранга В. Л. Шепелев (до апреля 1984)
- контр-адмирал В. П. Ерёмин (1987—1989)

- капитан 1-го ранга, с 1989 контр-адмирал В. В. Гришанов (сентябрь 1985 — август 1990)

### РФ
- контр-адмирал А. В. Ковшарь (май 1994—1998)
- контр-адмирал В. Л. Васюков (1998—2004)
- капитан 1-го ранга, контр-адмирал  Гарамов Олег Юрьевич (2005—2010)[12]
- капитан 1-го ранга Смоляк, Игорь Владимирович (2010—2011)
- капитан 1-го ранга, 2017 контр-адмирал Олег Леонидович Криворог[13]

Начальники штаба
- капитан 1-го ранга Ю. А. Стадниченко
- капитан 1-го ранга В. В. Гришанов (июне — сентябрь 1985)

Заместители командира
- капитан 2-го ранга А. В. Щербицкий (2006—2008)